# Полімерна глина
Полімерна глина (пластика, пластик) є досить новим матеріалом, який постійно змінюється: з кожним випуском нової продукції виробники продовжують вдосконалювати її властивості. Наприклад, Pardo від фірми Viva Décor — це новітня форма глини, яка містить в собі віск. Крім того, вона не виділяє запаху при запіканні та не вимагає особливих умов для зберігання. Ще одна новинка виробників полімерної глини — рідка глина, яку дизайнери використовують як додатковий компонент в роботі для отримання певного ефекту. Коло людей, які професійно займаються полімерною глиною немале, так само як і коло тих, для кого це — хобі, тому в майбутньому очікується ще не одна інновація від виробників.

## Склад
Головний компонент полімерної глини — це поліхлорвініл, відомий, як ПВХ. Сьогодні він використовується переважно в будівництві, адже він недорогий та довговічний. Полімерна глина не містить ніяких натуральних складових, тому на хімічному рівні це не є справжня глина, така назва закріпилась за матеріалом через його піддатливість та пластичність. Крім того, полімерна глина містить також і пластифікатор та пігменти (в кольоровій глині).

## Використання
Полімерна глина залишається придатною для обробки до затвердіння. Затвердіння відбувається за температури від 129 °C до 135 °C, що витримується протягом 15 хвилин на кожні 6 мм товщини моделі. Ця температура значно нижча, ніж для мінеральних глин, і її можна досягти за допомогою домашньої печі. Професійні марки полімерної глини дуже мало стискаються при затвердінні.
Домашня машинка для виготовлення макаронних виробів — популярний багатоцільовий інструмент для художників з полімерної глини. Застосовується для створення листів однорідної товщини, для змішування кольорів або створення строкатих листів, а також для пом’якшення глини. Полімерну глину зазвичай потрібно підготовлювати перед використанням. Це передбачає замішування глини вручну, пропускання її між двома валками або використання низькозсувного міксера. Після цього полімерна глина буде залишатися пластичною допоки частки знову не злипнуться.

## Історія винайдення. Виробники
Полімерна глина була винайдена на схилі 1930-х завдяки німецькій виробниці ляльок Кейт Круз, яка шукала матеріал, що б ідеально підходив для виготовлення лялькових голів. Через загрозу війни, пластмаса стала занадто міцною і дорогою, тому Круз вирішила шукати щось інакше. Вона мала гарне обладнання для своєї роботи, тому невдовзі винайшла першу форму полімерної глини. Рештки матеріалу вона віддала своїй доньці (її зменше ім'я було Фіфі).
Фіфі просто закохалась в цей матеріал і згодом стала використовувати його для художніх аплікацій, наче мозаїку. Фіфі також зрозуміла, що полімерну глину можна застосовувати для виготовлення чи ремонту підошов для черевиків, а в часи війни за таку послугу можна було дістати їжу та необхідні ресурси. Значно пізніше, вже 1954 року Фіфі випустила першу полімерну глину під назвою FIMOIK (сполучення її імені Fifi та слова «mosaic» — мозаїка).
FIMOIK спочатку був матеріалом для дітей, але згодом права на виготовлення полімерної глини викупив Ебергард Фабер (Eberhard Faber), який викинув з назви дві останні букви, перейменувавши таким чином на FIMO. Він дещо вдосконалив формулу виготовлення полімерної глини та почав продавати її по всьому світі.
1974 року полімерна глина FIMO потрапила до Америки, в той час, коли компанія Zenith Products вже випустила свій матеріал — Sculpey, правда для дуже вузького кола.

## Популяризація
До кінця 1980-х полімерна глина здобула велику популярність. Тепер вже не лише діти, а все більше і більше майстрів почали використовувати цей матеріал. Майстри, які займались склом, керамікою, металом, папером згодом занурились в роботу з полімерною глиною.
В дев'яності матеріал поширився на прикраси й біжутерію. Особливо це було популярно серед молоді: яскраві сережки, підвіски у вигляді листів марихуани, знаків миру та інших знаків субкультур. Такі речі виявились довговічними, тому згодом стало зрозуміло, що матеріал можна поширити на сферу виготовлення будь-яких прикрас.
Нинішніми відомими дизайнерами, що працюють з полімерною глиною, є Донна Като, Кетлін Дастін та інші.